# Дофен (коммуна)
Дофе́н (фр. Dauphin, окс. Daufin) — коммуна во Франции, находится в регионе Прованс — Альпы — Лазурный Берег. Департамент коммуны — Альпы Верхнего Прованса. Входит в состав кантона Форкалькье. Округ коммуны — Форкалькье.
Код INSEE коммуны — 04068.

## Население
Население коммуны на 2008 год составляло 787 человек.
| 1962 | 1968 | 1975 | 1982 | 1990 | 1999 | 2008 |
| ---- | ---- | ---- | ---- | ---- | ---- | ---- |
| 280  | 357  | 328  | 469  | 684  | 796  | 787  |

## Экономика
В 2007 году среди 513 человек в трудоспособном возрасте (15—64 лет) 349 были экономически активными, 164 — неактивными (показатель активности — 68,0 %, в 1999 году было 67,6 %). Из 349 активных работали 308 человек (174 мужчины и 134 женщины), безработных было 41 (15 мужчин и 26 женщин). Среди 164 неактивных 55 человек были учениками или студентами, 49 — пенсионерами, 60 были неактивными по другим причинам.

## Фотогалерея

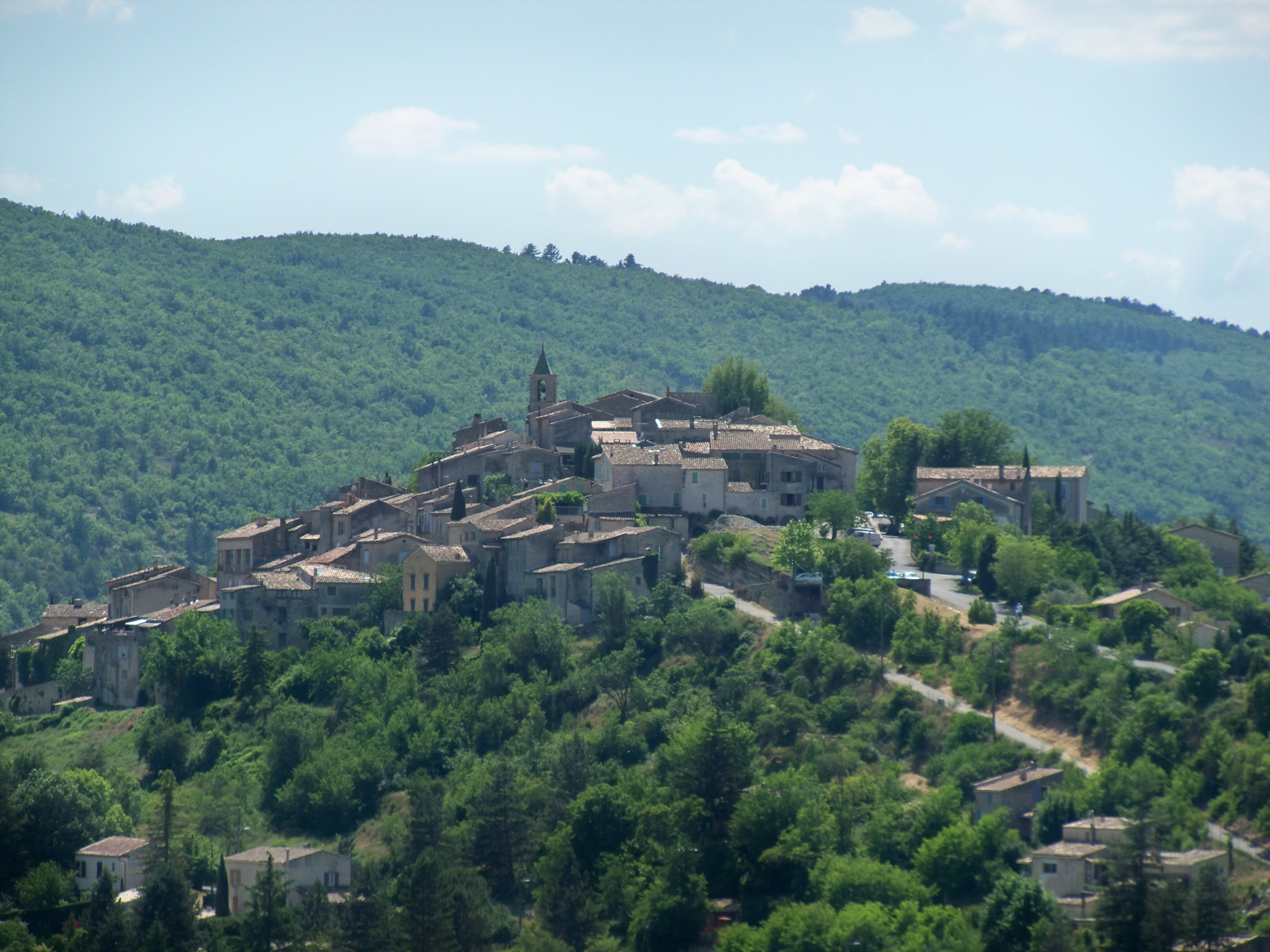
Дофен
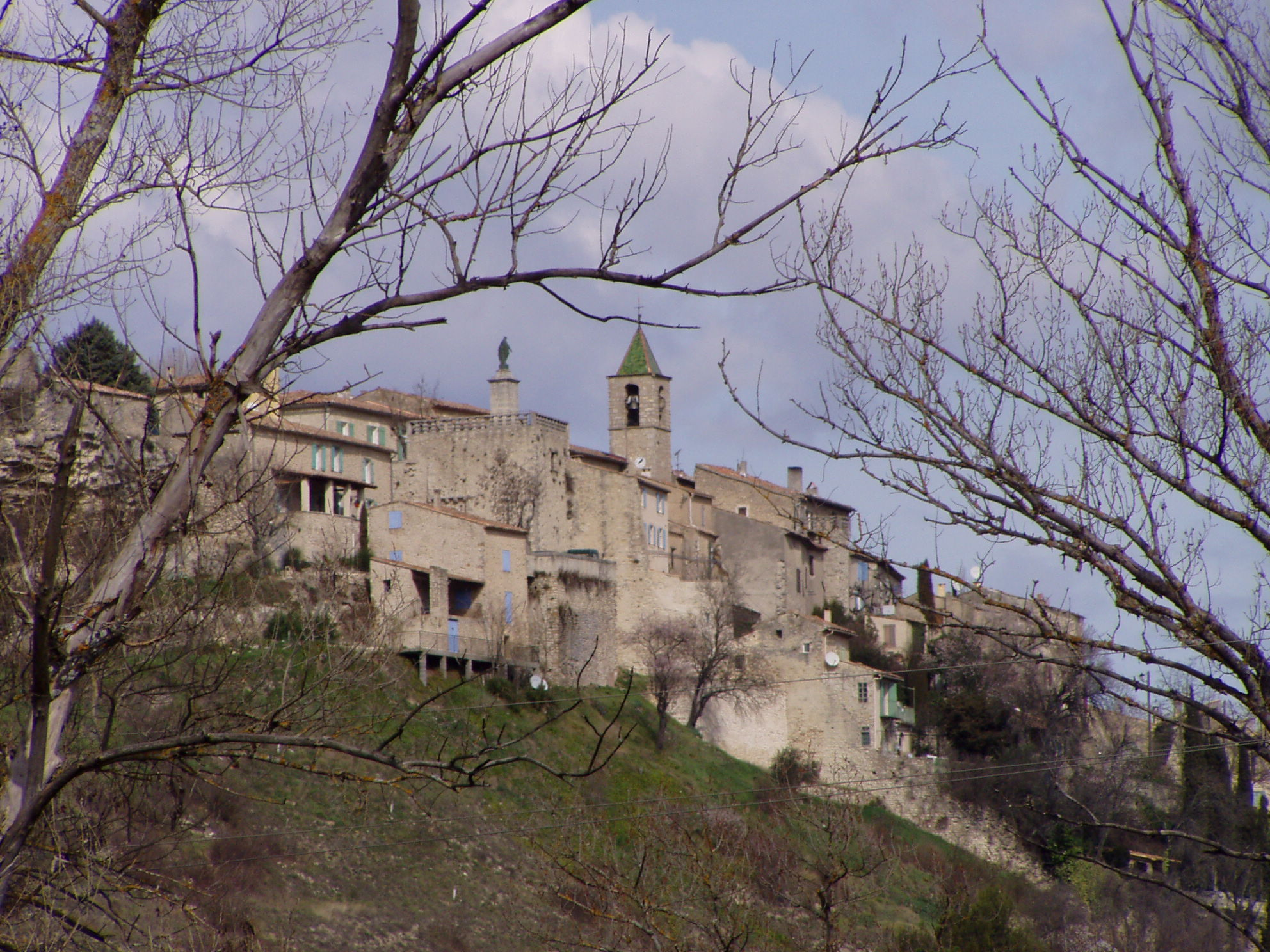
Дофен
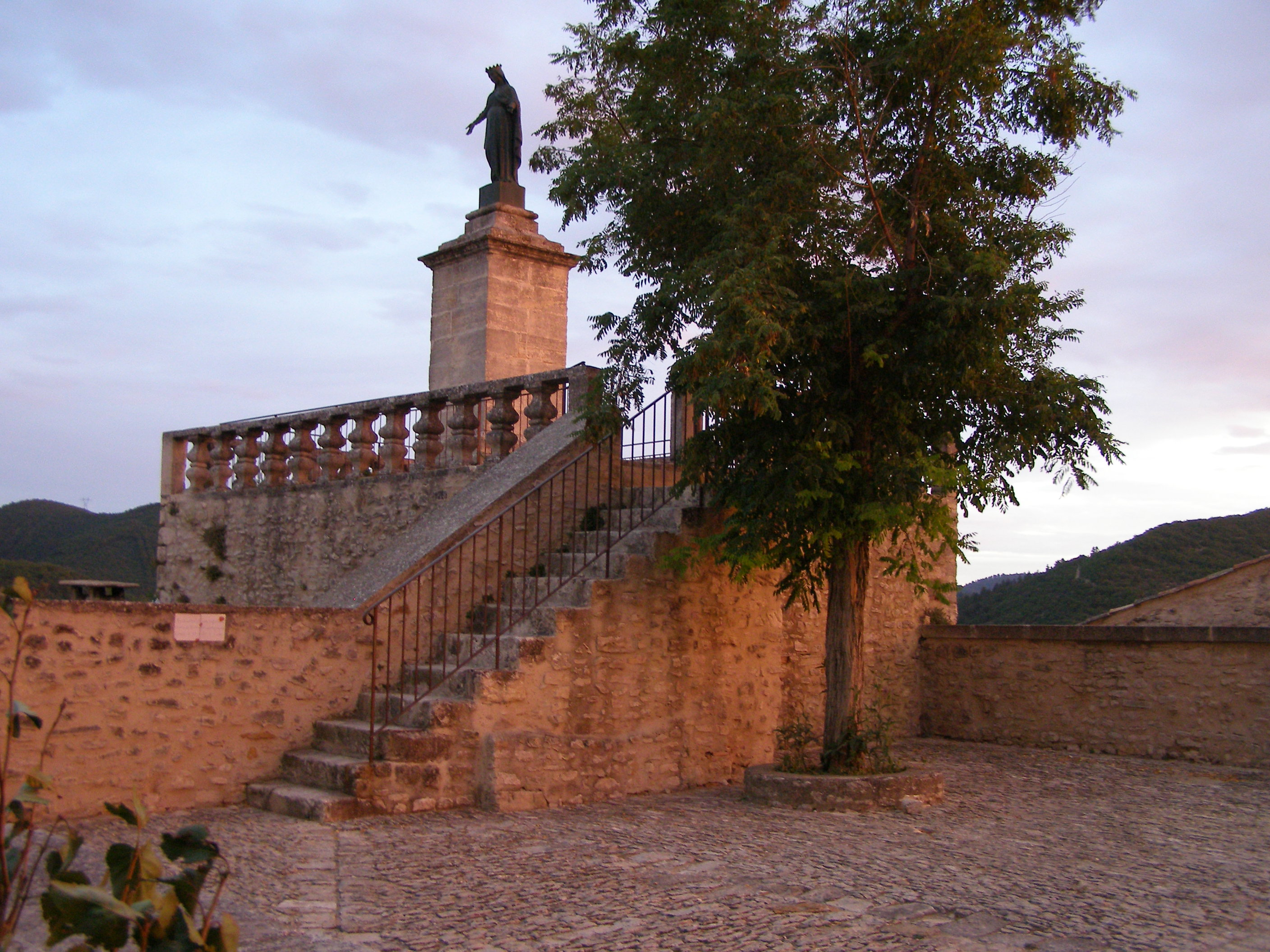
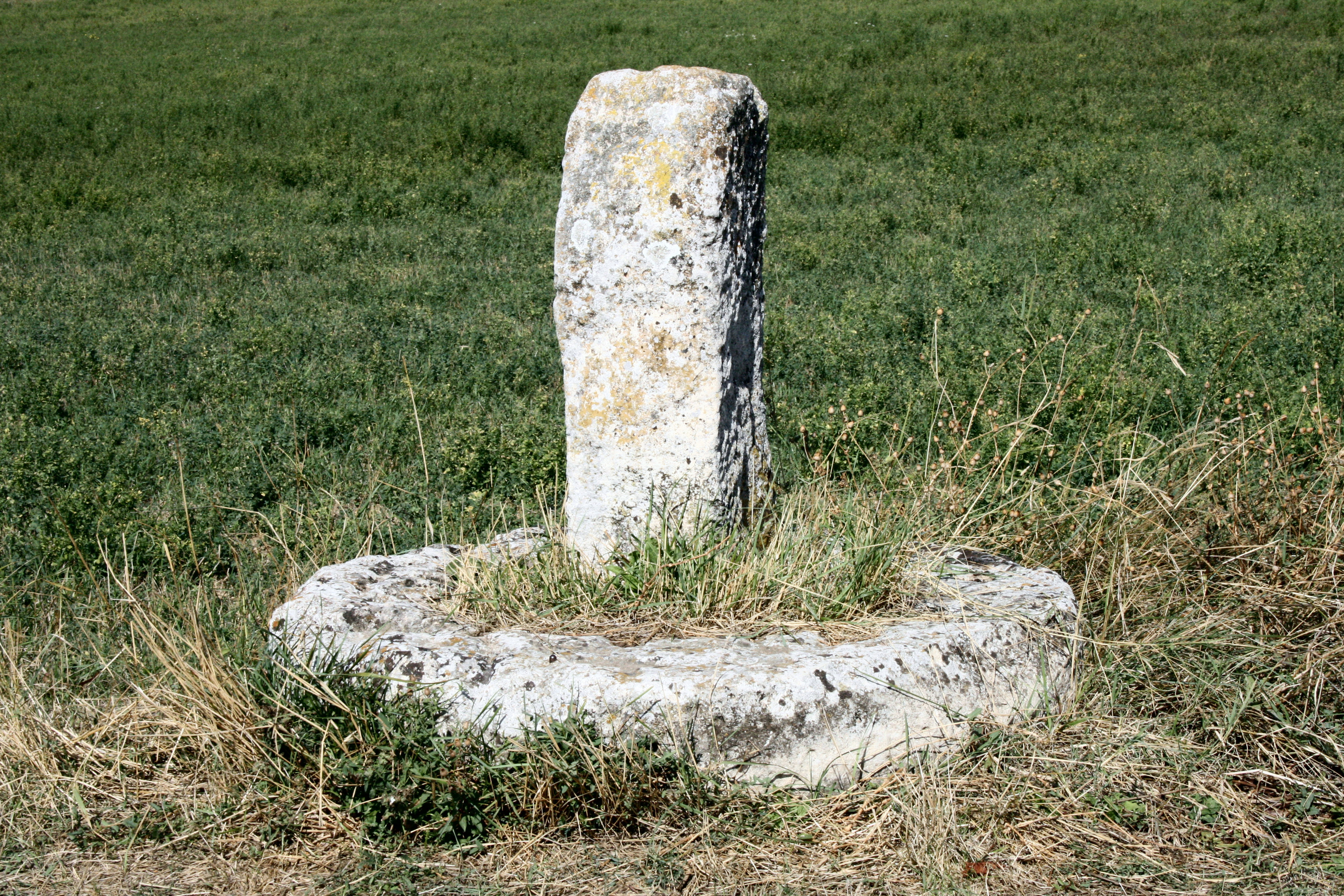